# Jaczemir
Jaczemir – staropolskie imię męskie, złożone z członów: Jacze- („znakomitszy, mocniejszy”) i -mir („pokój, spokój, dobro”). Mogło ono oznaczać: „ten, kto przynosi lepszy pokój”.
Jaczemir imieniny obchodzi 2 czerwca.